# يوزيف شتروه
يوزيف شتروه (بالألمانية: Josef Stroh)‏ (5 مارس 1913 – 7 يناير 1991) لاعب كرة قدم نمساوي راحل كان يجيد اللعب في خط الهجوم .
لعب طوال مسيرته الرياضية في أندية فلوريدسدورفر، فاك، أوستريا فيينا (1932-1948).
مثل منتخب النمسا في 17 مباراة مسجلا 4 أهداف (1935-1948) كما مثل منتخب ألمانيا في 4 مباريات مسجلا هدف واحد (1938-1939). شارك مع منتخب النمسا في بطولة كأس العالم 1934 في إيطاليا حيث احتل المركز الرابع، ثم ضُم لصفوف الفريق الألماني بعد تجنيسه بالجنسية الألمانية إثر ضم ألمانيا للنمسا عام 1938، وشارك مع منتخب ألمانيا في كأس العالم 1938 في فرنسا حيث خرج من الدور الأول.
تولى تدريب أندية نيوستادت، فيينا، تشفيتشات، يونكوبينغ سودرا (1951-1954) مالمو (1955-1959) غوتيبورغ (1959-1960) بران (1964) يونكوبينغ سودرا (1965) ساندفايكنز (1966) سبورتكلوب.

## مسيرته الكروية
لعب يوزيف شتروه خلال مسيرته الاحترافية مع ناديين في ثمانية عشر موسمًا وسجل خلالها 18 هدفًا ضمن 56 مباراة. حيث فاز في خمسة مواسم بالكأس وفي موسم واحد بالدوري.
خاض يوزيف شتروه مسيرته مع نادي فلوريدسدورفر ‏ في موسم 1931–32 لمدة موسم واحد، لم يشارك في أي مباراة ولم يسجل أي هدف. ثم انتقل إلى نادي أوستريا فيينا في موسم 1932–33 ليلعب معه سبعة عشر موسمًا، حيث شارك في 56 مباراة سجل خلالها 18 هدفًا.

## وصلات خارجية
- يوزيف شتروه على موقع الاتحاد الدولي (مؤرشف)  (الإنجليزية)
- يوزيف شتروه على موقع قاعدة بيانات كرة القدم.إي يو (الإنجليزية)
- يوزيف شتروه على موقع ناشيونال فوتبول تيمز (الإنجليزية)
- يوزيف شتروه على موقع Soccerway.com (الإنجليزية)
- يوزيف شتروه على موقع عالم كرة القدم.نت (الإنجليزية)
- يوزيف شتروه على موقع أوليمبيديا (الإنجليزية)
- سيرة ذاتية